# Тамна је ноћ (совјетска песма)
Тамна је ноћ (рус. Тёмная ночь) позната је руска песма повезана с Источном фронтом. Изводи је Марк Бернес у филму из 1943. године Два борца.
Песму је компоновао Никита Богословски (1913—2004) с текстом Владимира Агатова. Леонид Утесов је први снимио песму, међутим Бернесово извођење ју је прославило. У филму, Бернес је војник који дозива своју супругу и бебу у ноћи док пева песму.
Тамна је ноћ је описана као нежна лирска песма прожета осећајем носталгије и изражавања преданости нечије љубави, што је помогло у откривању личне стране војног живота. Оштро се разликовала с преовладавајућом врстом ратне песме, која је била или песма за марш или грађанска патриотска песма.

## Занимљивости
Године 2006. Утесова песма Тамна је ноћ коришћена је као главна тема у шведском хорор филму Frostbite, која је предсказала долазак вампира у северном шведском граду.

## Преведене верзије
- Српски језик | Тамна је ноћ
- Естонски: Pimedal ööl
- Фински: Tumma yö